# Maurizio Gerbaix de Sonnaz
Maurizio Gerbaix de Sonnaz, Conte, Marchese de la Roche e di Chatelet, Signore di Mondésir (Torino, 26 novembre 1816 – Torino, 21 maggio 1892), è stato un generale e politico italiano.

## Biografia
Maurizio Gerbaix de Sonnaz nacque a Torino il 26 novembre 1816, figlio del conte Giuseppe Maria e di sua moglie, Enrichetta Graneri De La Roche.
Nel 1859 durante la seconda guerra di indipendenza, con il grado di colonnello era al comando di una brigata di cavalleria leggera piemontese formata dai reggimenti "Novara" e "Monferrato". Si distinse nella battaglia di Montebello (1859), in seguito alla quale fu promosso a maggior generale per merito di guerra e premiato con la medaglia d'oro al valore.
Nel 1860 fu al comando della 1ª Divisione, con cui prese parte alla campagna dell'Italia centrale e meridionale. Nello stesso anno coordinò le operazioni del Regio Esercito italiano contro il brigantaggio nel Mezzogiorno. In questo contesto, a seguito dello sterminio per mano dei briganti dei soldati di alcune guarnigioni presso Benevento, prese parte all'azione armata che portò al massacro di Pontelandolfo e Casalduni avvenuta il 14 agosto 1861. Qui fu promosso luogotenente generale ed ottenne la nomina a Grande Ufficiale dell'Ordine Militare di Savoia.
Partecipò anche alla terza guerra d'indipendenza.
Fu eletto deputato nella VII e nell'VIII legislatura. Dal 1869 rivestì la carica di aiutante di campo di Vittorio Emanuele II di Savoia. L'anno seguente venne nominato dal Re senatore della XI legislatura del Regno d'Italia. In parlamento fece parte della Categoria 14 "Gli ufficiali generali di terra e di mare" e fu membro della Commissione di Finanze (1876-1880). 
Fece parte della massoneria.